# Marquesado del Pazo de la Merced
El marquesado del Pazo de la Merced es un título nobiliario español creado el 19 de marzo de 1875 por el rey Alfonso XII de España, a favor de José Elduayen Gorriti, ministro de Estado, de la Gobernación de Hacienda, de Ultramar, gobernador del Banco de España, senador vitalicio y caballero de la Orden del Toisón de Oro.
La denominación del título se refiere al Pazo de la Merced en la provincia de La Coruña.

## Titulares
|                                | Titular                                          | Periodo                  |
| Creación por Alfonso XII       | Creación por Alfonso XII                         | Creación por Alfonso XII |
| ------------------------------ | ------------------------------------------------ | ------------------------ |
| I                              | José Elduayen Gorriti                            | 1875-1898                |
| II                             | María de los Dolores Elduayen y Martínez de Arce | 1901-1929                |
| Rehabilitado por Juan Carlos I |                                                  |                          |
| III                            | María Dolores de Elduayen y Bonilla              | 1981-2002                |
| IV                             | Gonzalo Fernández-Castaño y Elduayen             | 2002-actual titular      |

## Historia de los marqueses del Pazo de la Merced

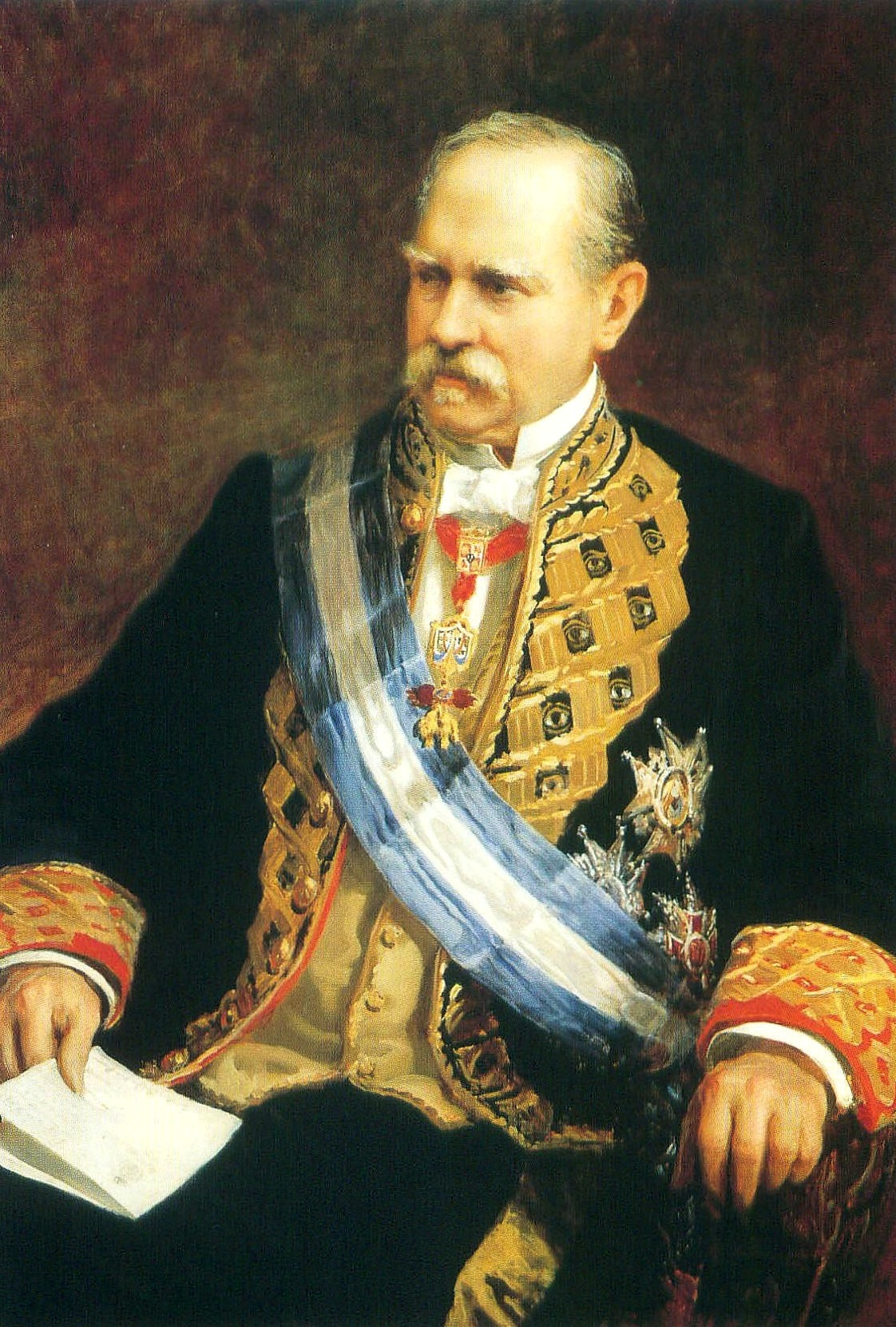
José Elduayen Gorriti, por Salvador Martínez Cubells. Finales del (Palacio del Senado de España)

- José Elduayen Gorriti (Madrid, 22 de junio de 1823-Madrid, 24 de junio de 1898[2]), I marqués del Pazo de la Merced,[1] ingeniero de Caminos, Canales y Puertos,[3] diputado por Vigo, ministro de Hacienda, etc.,[4] Era hijo de José Longinos Elduayen y Garayoa y de Ángela Gorriti y Arangua, casados en Madrid el 25 de julio de 1818.[5]

Casó, en primeras nupcias, el 21 de mayo de 1856, con María del Carmen Martínez de Arce y Montenegro (m. 1862), hija de Francisco Javier Martínez de Arce y Enríquez, VI marqués de Valladares, VI vizconde de Meira, diputado electo y senador vitalicio. y de su esposa, Joaquina Montenegro Ponte y Oca. Contrajo un segundo matrimonio, el 7 de septiembre de 1864 en la iglesia de Santa María la Blanca en Alcorcón, con Purificación Fontán Pérez-Palma y Marcó del Pont, hija ilegítima del coronel Ventura Fontán y Marcó y de Francisca Pérez Palma.No hubo descendencia de este matrimonio.
Antes de contraer su primer matrimonio, tuvo un hijo natural con su prima segunda, María Joaquina Mathé y Jado-Cagigal, nacido el 6 de marzo de 1855 en Madrid, Ángel Elduayen y Mathé. Del segundo matrimonio de Ángel Elduayen y Mathé con Fermina Bonilla y Acuña nació la III marquesa del Pazo de la Merced.
En su testamento del 17 de marzo de 1888, José Elduayen Gorriti había declarado como heredero del marquesado del Pazo de la Merced, a su hijo Ángel Elduayen y Mathé. Además del marquesado, en dicho testamento legó a su hijo la quinta parte de todos sus bienes y «la mitad de las alhajas de hombre, condecoraciones, álbumes, medallas de plata, libros, bastones y armas». En un nuevo testamento otorgado un año más tarde, el 24 de noviembre de 1889, aumentó el legado a favor de su hijo Ángel hasta un tercio de todos sus bienes y todas sus alhajas de hombre, pero ya no legaba el marquesado porque en la carta de concesión del título, se especificaba que era para él y para sus hijos y descendientes legítimos. Su nieto, Fernando de Quiñones de León y Elduayen, VIII marqués de Valladares y VII marqués de Mos, el único vástago de su primogénita, María de los Milagros Elduayen y Martínez Enríquez, VII marquesa de Valladares, ya fallecida en 1888, era el legítimo sucesor del marquesado del Pazo de la Merced, pero renunció el título a favor de su tía materna quien sucedió, en 1901:
- María de los Dolores Elduayen Martínez de Arce y Montenegro (Vigo, 13 de febrero de 1860-1 de febrero de 1929), II marquesa del Pazo de la Merced,[1][14] VIII marquesa de Mos[15] y IX marquesa de Valladares, grande de España.[16]

Casó el 24 de abril de 1882, en el palacio de la duquesa de Medina de las Torres en Sevilla, con Miguel López de Carrizosa y de Giles, II marqués de Mochales, X marqués de Casa Pavón y ministro de la Corona. No hubo descendencia de este matrimonio.
Rehabilitado en 1982
- María Dolores de Elduayen y Bonilla (m. Madrid, 23 de diciembre de 2011), III marquesa del Pazo de la Merced.[1][19][b]

Sucedió en 2002, por cesión, su hijo:
- Gonzalo Fernández-Castaño y Elduayen, IV marqués del Pazo de la Merced.[1][21]